# Dương Xuân (Thủy hử)
Dương Xuân (chữ Hán: 杨春; bính âm: Yáng Chūn), ngoại hiệu Bạch Hoa Xà (chữ Hán: 白花蛇; tiếng Anh: White Flower Serpent; tiếng Việt: Rắn Hoa Trắng) là một nhân vật hư cấu trong tiểu thuyết văn học cổ điển Trung Hoa Thủy Hử. Dương Xuân xếp thứ 73 trong 108 vị đầu lĩnh

Lương Sơn Bạc và xếp thứ 37 trong 72 vị sao Địa Sát, được sao Địa Ẩn Tinh (chữ Hán: 地隐星; tiếng Anh: Latent Star) chiếu mệnh.

## Xuất thân
Vốn người đất Bồ Châu (nay thuộc trấn Giải Châu, Vận Thành, Sơn Tây), Dương Xuân chuyên sử dụng cây đại đao . Dương Xuân là một trong 3 đầu đảng (cùng Chu Vũ, Trần Đạt) thảo khấu ở núi Thiếu Hoa (少華山; nay nằm phía Đông Nam huyện Hoa, Vị Nam, Thiểm Tây). Nhóm cướp hoành hành huyện Hoa Âm và dân chúng gần đó không ai dám đến gần núi Thiếu Hoa. Quan lại Hoa Âm bắt mãi không được, nên treo giải thưởng ba nghìn quan tiền để bắt và dẹp loạn cướp, nhưng không ai dám lên núi để dẹp loạn này. Một lần, khi nhóm cướp dự định tấn công huyện Hoa Âm để cướp lương thực, Chu Vũ và Dương Xuân đều ngại vì trên đường đến huyện Hoa Âm cần phải đi qua thôn Sử Gia nơi Cửu Văn Long Sử Tiến được biết đến là người cực kỳ giỏi võ nghệ và sẵn sàng chống cướp. Trần Đạt không đồng ý với nhận xét của Chu Vũ, Dương Xuân và quyết định đem quân đi diệt phá thôn Sử Gia rồi tấn công huyện Hoa Âm. Nhưng trong trận đấu, Trần Đạt đã bị Sử Tiến hạ và bắt trói và đợi khi bắt được cả Chu Vũ, Dương Xuân sẽ đem lên huyện nộp. Biết được việc Trần Đạt bị Sử Tiến bắt, Chu Vũ, Dương Xuân đã đến thôn Sử Gia năn nỉ Sử Tiến tha cho Trần Đạt. Cảm động với tình bằng hữu của Chu Vũ, Dương Xuân sẵn sàng chịu trói cùng Trần Đạt, Sử Tiến tha Trần Đạt và kết giao với cả 3.
Sau việc này, mối quan hệ giữa 4 người càng được thắt chặt với quà cáp và viếng thăm từ hai phía cho nhau. Nhưng một hôm, một người thợ săn tên Lý Cát phát hiện được chuyện Sử Tiến giao du với bọn Chu Vũ, Trần Đạt, Dương Xuân đã đem tin báo quan, cả thôn Sử Tiến bị bao vây. Sử Tiến châm lửa đốt thôn và cả bốn người lui về núi Thiếu Hoa.

## Gia nhập Lương Sơn Bạc
Dương Xuân cùng với Chu Vũ, Trần Đạt, Sử Tiến sau này được Lỗ Trí Thâm gợi ý mời gia nhập Lương Sơn Bạc. Trong một lần khi biết được Sử Tiến bị bắt, Lỗ Trí Thâm quyết định cứu Sử Tiến nhưng thất bại và bị bắt. Khi hay tin ấy, Chu Vũ báo tin cho các đầu lĩnh Lương Sơn Bạc đến giải cứu Sử Tiến, Lỗ Trí Thâm. Cuộc giải cứu thành công và cả bốn người Dương Xuân, Chu Vũ, Trần Đạt, Sử Tiến đã theo các đầu lĩnh về và gia nhập Lương Sơn Bạc.

## Chức vụ
Khi phân định ngôi thứ ở Lương Sơn Bạc, Dương Xuân xếp thứ 73 trong 108 vị đầu lĩnh Lương Sơn Bạc và xếp thứ 37 trong 72 vị sao Địa Sát, chức Mã Quân Tiểu Bưu Tướng Kiêm Viễn Thám Xuất Tiêu Đầu Lĩnh (chữ Hán: 马军小彪将兼远探出哨头领), là một trong các vị đầu lĩnh Lương Sơn Bạc thống lĩnh kỵ binh và hoạt động do thám.

## Sau khi chiêu an và tử trận
Sau khi nhận chiêu an, Dương Xuân cùng Tống Công Minh và các đầu lĩnh Lương Sơn Bạc tham gia các chiến dịch bình quân Liêu và các lực lượng khác chống đối triều đình nhà Tống.
Trong chiến dịch bình Phương Lạp tấn công ải Dục Linh (chữ Hán: 昱嶺關; nay thuộc huyện Hấp, Hoàng Sơn, An Huy; tiếng Anh: Yuling Pass), khi quân mã của Lư Tuấn Nghĩa tiến gần đến cửa ải Dục Linh, Lư Tuấn Nghĩa sai sáu tướng là Dương Xuân, Sử Tiến, Thạch Tú, Trần Đạt, Lý Trung, Tiết Vĩnh đem 3000 quân bộ đi trước dọn đường. Không ngờ khi đến ải, địch tướng Bàng Vạn Xuân đã phục kích sẵn ở đó. Bàng Vạn Xuân bắn chết Sử Tiến chỉ bằng một mũi tên, sau đó lệnh cho hai phó tướng là Lôi Quýnh và Kế Tắc cùng quân sĩ từ hai bên sườn núi bắn tên ra như mưa. Cả sáu tướng và gần 3000 quân đều tử trận, chỉ còn hơn trăm người trở về.